# Vincent Herring
Vincent Herring (Hopkinsville, 19 november 1964) is een Amerikaanse jazzmuzikant (saxofoon (alt, sopraan), fluit) van de hardbop en de postbop.

## Carrière
Herring groeide op in Vallejo in Californië, waar hij in 1980 met een studiebeurs studeerde aan de California State University in Chico en daarna ervaring opdeed in de band van de United States Military Academy in West Point, voordat hij in 1983 verhuisde naar New York, waar hij studeerde aan de Long Island University. Hij kreeg privéonderricht van Phil Woods en verdiende en passant zijn levensonderhoud als straatmuzikant. Van 1985 tot 1988 was hij in de band van Lionel Hampton, in 1985/86 bij David Murray, in 1987 in het kwintet van Horace Silver en in 1989 bij de Jazz Messengers van Art Blakey.
Van 1987 tot 1993 kreeg hij bekendheid als bandlid bij Nat Adderley, wiens broer Cannonball Adderley zijn wezenlijke muzikale invloed is. Hij is te horen op Adderley's albums The Old Country (1989), Work Song (1990) en Workin. Met zijn eigen kwintet, met onder andere de pianist Cyrus Chestnut, nam hij tijdens de jaren 1990 meerdere albums op bij Music Masters, zoals Don't let it go (1995) en Days of Wines and Roses (1994).  In 1996 nam hij met Phil Woods en Antonio Hart Alto Summit op. Bovendien speelde hij al met Freddie Hubbard, Dizzy Gillespie, Cedar Walton, Kenny Barron, Steve Turre, Roy Haynes, Abdullah Ibrahim, Billy Taylor, Nancy Wilson, Larry Coryell, Louis Smith, Don Braden, John Hicks, de Mingus Big Band (Europa Tour 2002), Jack DeJohnettes Special Edition, Carla Bley, met Wynton Marsalis als gastsolist in het Lincoln Center en met de Carnegie Hall Big Band van Jon Faddis. In 2008 speelde hij met zijn band Earth Jazz Agents met de pianist Anthony Wonsey, drummer Joris Dudli en bassist Richie Goods.
In 2001 verscheen bij HighNote Records Simple Pleasure met Mulgrew Miller (piano), Wallace Roney, Richie Goods en E.J. Strickland (drums) en in 2004 Mr. Wizard met overwegend eigen composities van de muzikanten, met een kwintet, bestaande uit Herring, Jeremy Pelt (trompet), Richie Goods, Strickland en Danny Grissett (piano). Zijn album Ends and Means verscheen aanvankelijk in 2005 bij La Buissonne Records, een jaar later bij HighNote Records. Pas in 2014 kwam daarna het nieuwe album The Uptown Shuffle op de markt.
In 1988 formeerde hij met drummer Carl Allen, die ook speelde in zijn kwintet, 'Big Apple Productions', dat voor verschillende labels, deels Japanse, platen produceerde, ook voor zijn eerste albums Scene One (1988) en American Experience (1990).   
Herring onderwees aan de William Paterson University, de Duke University, de Cornell University en de Juilliard School.
- Bibliothèque nationale de France: cb13940333r (data)
- Gemeinsame Normdatei: 13474263X
- International Standard Name Identifier: 0000 0000 8204 7056
- Library of Congress Control Number: n92075292
- MusicBrainz: 67b97580-f939-470e-bfa1-c3049f69c342
- Nationale Bibliotheek van Tsjechië: xx0172560
- Nationale Bibliotheek van Israël: 987007350583805171
- Système universitaire de documentation: 156658119
- Virtual International Authority File: 19870603
- WorldCat: E39PBJrRdqpBYxCXDTJrxtGJXd